# توليد الأعداد الأولية
غربال الأعداد الأولية هو نوع من الخوارزميات السريعة التي تمكن من إيجاد الأعداد الأولية، أبسطها هو غربال إراتوستينس. أسرعها، ولكن أكثر تعقيدا هو غربال أتكين.